# Женщины во французском движении Сопротивления

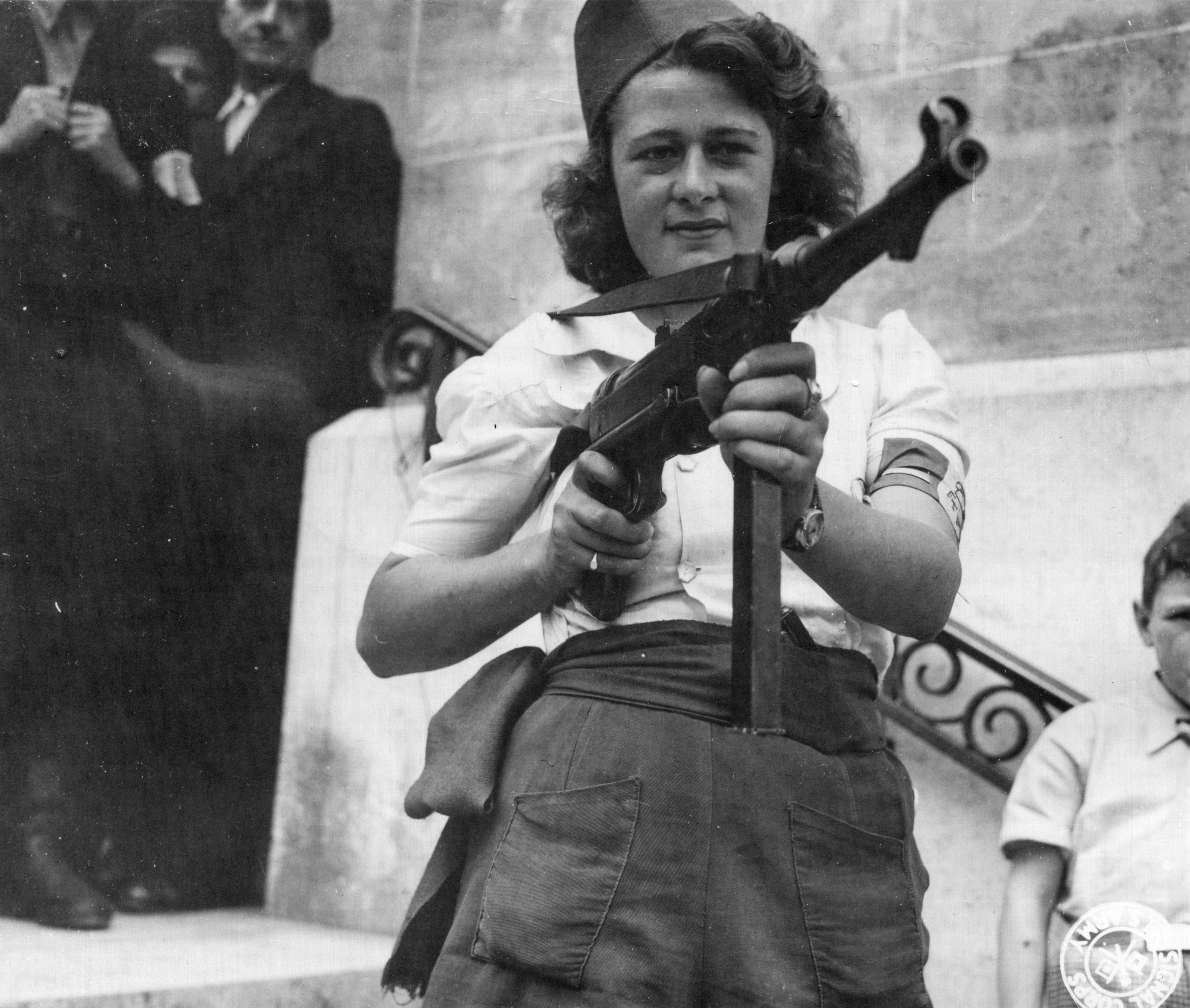
Симона Сегуэн, одна из самых известных французских партизанок. Шартр, 23 августа 1944.

Женщины во французском движении Сопротивления составляли от 15 до 20 % бойцов, играя важную роль в партизанской войне во Франции. Женщины также составляли 15 % от граждан Франции, депортированных в концлагеря. Вместе с тем Франция являлась той страной, где почти не было женщин в партизанских отрядах.

## Обязанности французских партизанок
Женщины, как правило, выполняли второстепенные задачи во французском Сопротивлении. Люси Обрак, ставшая символом французского Сопротивления, каких-либо конкретных обязанностей не исполняла, помогая во всех сферах деятелям сопротивления на Юге Франции. Элен Вианней и её муж Филипп были основателями газеты «Оборона Франции» (фр. Défense de la France), и хотя Элен, будучи образованным человеком, не написала ни одну статью в газете, но была одним из её редакторов. Сюзанн Биссон, основательница Комитета социалистического действия, отвечала за финансовую составляющую Комитета до своего ареста. Единственной женщиной-руководительницей была Мари-Мадлен Фуркад, возглавлявшая одну из партизанских сетей: ни одна другая женщина не возглавляла движение, освободительный комитет или отряд «маки».
В вооружённых отрядах французских партизан женщин было очень немного, в отличие от партизанских отрядов в Италии, Греции, Югославии и Советском Союзе. Причиной тому иногда называлось то обстоятельство, что женщины не были задействованы в «сервисе обязательной работы» (фр. Service du travail obligatoire) — они не отправлялись насильно в Германию на принудительные работы. Участвовавшие в женских демонстрациях в 1940 году француженки работали в народных комитетах Французской коммунистической партии, оказывали материальную помощь французской армии и партизанам. Они были незаменимы на должностях машинисток и в качестве связующего звена, поскольку немцы доверяли женщинам больше, а француженок не брали на принудительные работы. Историк Оливье Вивьёрка утверждает, что женщины привлекали к себе внимание всегда: так, правительство Виши и немецкие военные не пытались даже стрелять по женщинам, требующим еды для их детей.

## Известные партизанки

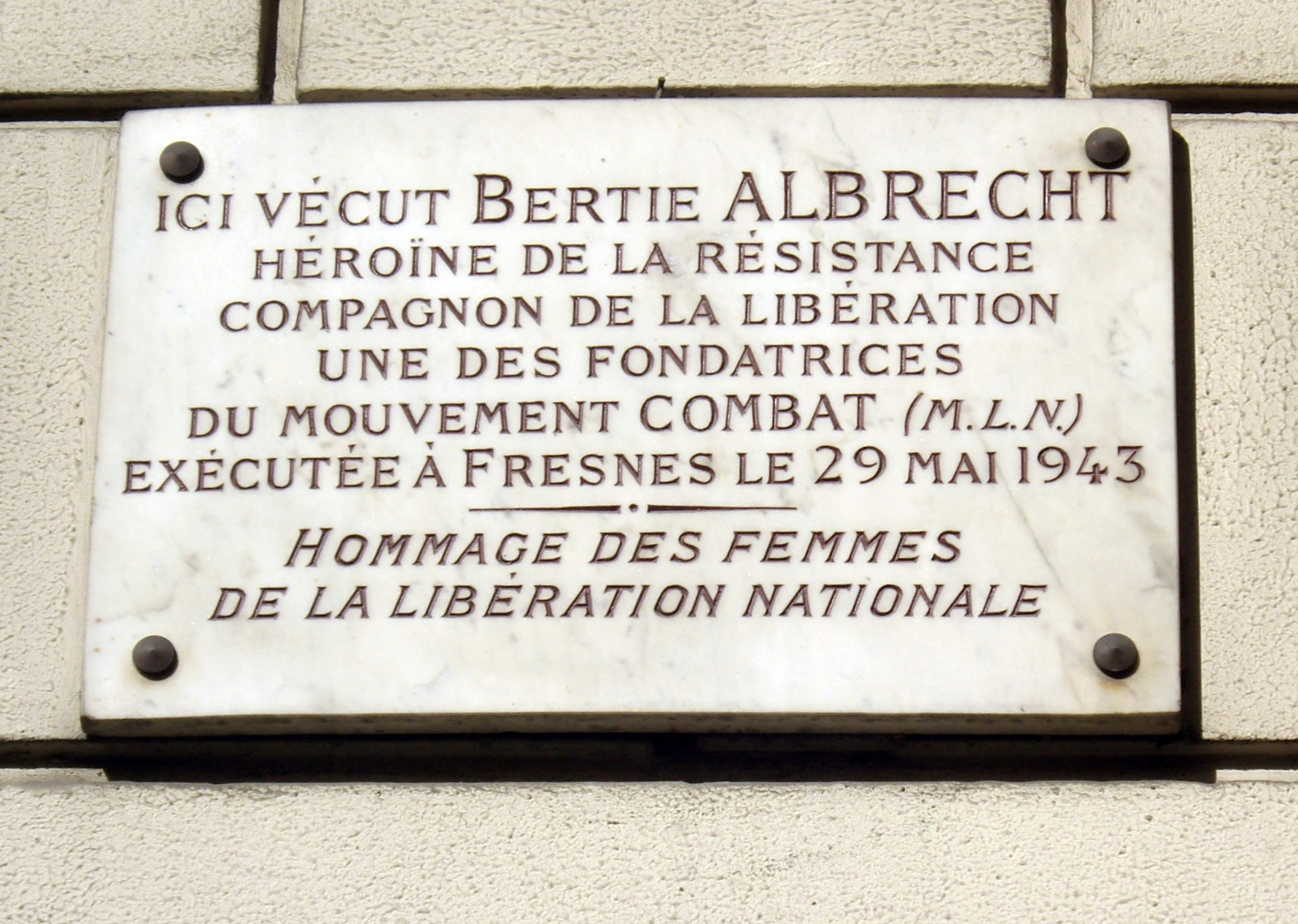
Памятная табличка на доме Берти Альбрехт в Париже

Из наиболее известных и активных деятельниц Движения Сопротивления выделяются такие, как Мари-Элен Лефошо (руководительница женского отделения Гражданской и военной организации, член Парижского комитета освобождения, депутат и сенатор), Тути Ильтерманн (отвечала за связь между партизанами Франции и Нидерландов), Жермен Тийон (глава сети сопротивления Оэ-Вильде с 1941 по 1942 годы, позднее руководительница сопротивления группы Музея Человека), Иветт Фарну, Элен Штудлер (организатор многочисленных побегов из тюрем и концлагерей, она была организатором побега Франсуа Миттерана, Анри Жиро и других известных военных и политических деятелей Франции) и многие другие. Разведывательные задания в тылу у немцев в 1944 году выполняла Марта Кон.
В отрядах зачастую несли службу семейные пары. Среди самых известных: Сесиль и Анри Роль-Тангуй, Раймон и Люси Обрак, Полетт и Морис Кригель-Вальримон, Элен и Филипп Вианней, Мари-Элен и Пьер Лефошо, Клетта и Даниэль Майер. Некоторые женщины рожали детей, не прекращая службу, и иногда подвергались пыткам, стремясь защитить своих близких. 24 января 1943 были расстреляны множество женщин-партизанок, в числе которых были Мари Политцер (жена Жоржа Политцера) и Элен Соломон (дочь Поля Лангевина и жена Жака Соломона).
В Движение сопротивления вступали некоторые представители русской белой эмиграции. Например, Вики Оболенская была генеральным секретарём Organisation Civile et Militaire (OCM; «Гражданская и военная организация»), которая занималась разведывательной деятельностью и организацией побегов, вывозом британских и советских военнопленных. Позже Вики была схвачена гестапо и казнена.
Другая эмигрантка из России княгиня Тамара Алексеевна Волконская («Красная княгиня») оказывала медицинскую помощь раненым, вела агитационную работу, размещала раненных в своём доме. После окончания войны она делала всё возможное для сохранения исторической памяти о тех, кто сражался против фашизма, сотрудничала с правительством СССР на данном поприще, получила советское гражданство.

## Память

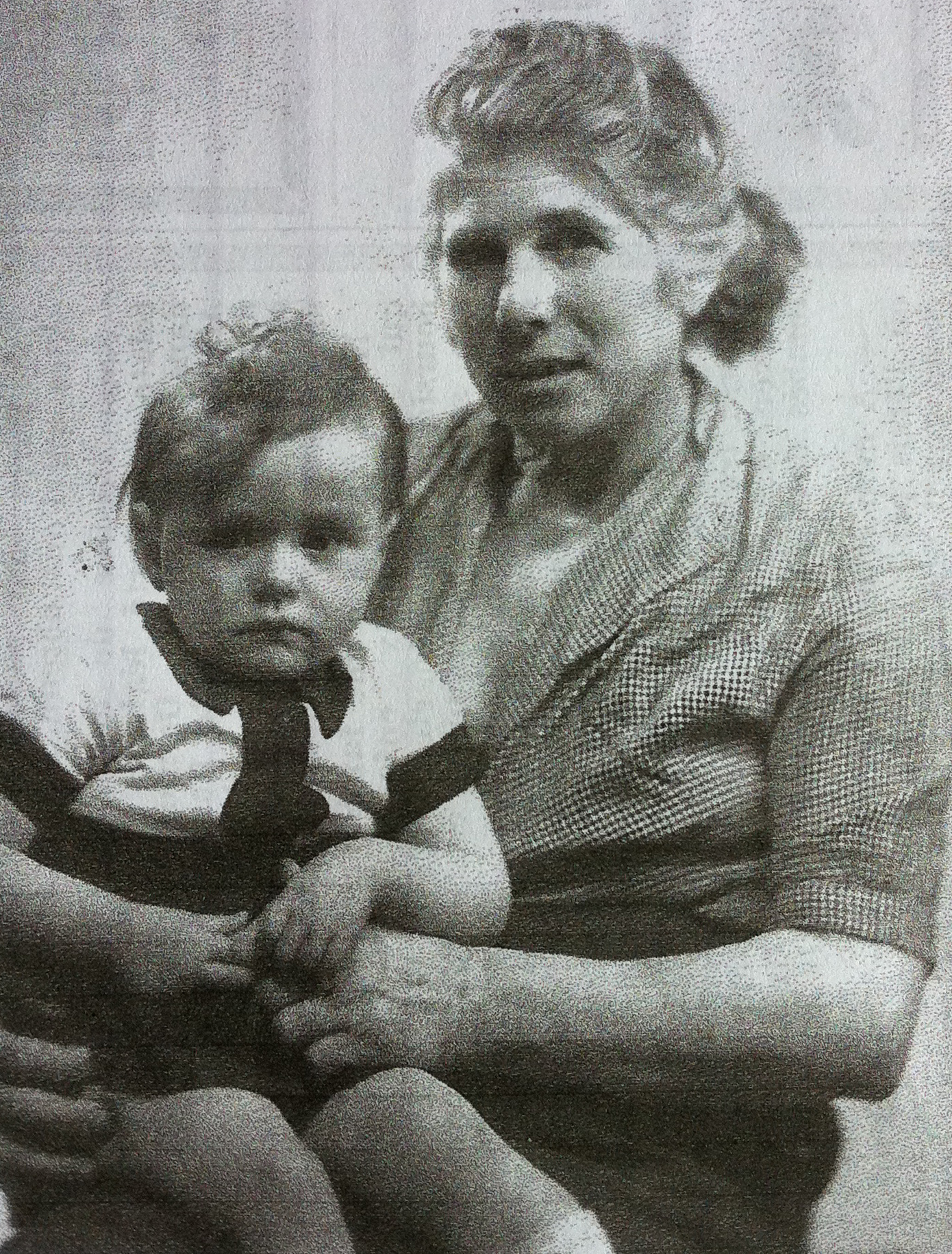
Дельфин Эгль, в честь которой в Ромийи-сюр-Сен была установлена памятная табличка на родной дом

Деятельность женщин в Движении Сопротивления высоко оценил Шарль де Голль: хотя в марте 1944 года Национальный совет сопротивления заявил, что после войны в выборах не будут участвовать женщины, 2 апреля 1944 в Алжире де Голль подписал указ о предоставлении избирательных прав женщинам, тем самым по достоинству оценив их помощь в войне и уравняв их в правах с мужчинами.
27 мая 2015 года прах двух участниц сопротивления (Женевьев Де Голль-Антоньоз и Жермен Тийон) был перезахоронен в парижском Пантеоне.
В настоящее время во Франции насчитывается немного памятников женщинам-партизанкам, редким исключением является памятник в Рьоме двум девушкам-деятельницам Сопротивления в Оверне: Маринетт Меню (лейтенант медицинской службы) и Клод Родье-Вирложё (сержант).

## Документальные фильмы
- 2015 — Достойная жизнь / L’Honneur de Vivre (реж. Доминик Грос / Dominique Gros) — озвуч. Доминик Блан / Dominique Blanc

### Мемуары участниц Французского Сопротивления
- Charlotte Delbo, Convoy to Auschwitz: Women of the French Resistance, Northeastern (May 22, 1997), ISBN 978-1-55553-313-7
- Charlotte Delbo, Auschwitz and After, Yale University Press (1995), ISBN 978-0-300-07057-6
- Claire Chevrillon, Code Name Christiane Clouet, TAMU Press; 1st edition (April 1, 1995), ISBN 978-0-89096-629-7
- Virginia d’Albert-Lake, An American Heroine in the French Resistance: The Diary and Memoir of Virginia d’Albert-Lake, Fordham University Press; 3rd edition (March 14, 2008), ISBN 978-0-8232-2582-8
- Marthe Cohn, Behind Enemy Lines: The True Story of a French Jewish Spy in Nazi Germany, Three Rivers Press (March 28, 2006), ISBN 978-0-307-33590-6
- Lucie Aubrac, Outwitting the Gestapo, University of Nebraska Press (November 1, 1994), ISBN 978-0-8032-5923-2
- Agnès Humbert, Résistance: A Frenchwoman’s Journal of the War, Bloomsbury USA; 1st edition (September 2, 2008), ISBN 1-59691-559-5

### Исторические труды
- Margaret Collins Weitz, Sisters In the Resistance: How Women Fought to Free France, 1940—1945, Wiley; 1st edition (November 3, 1995), ISBN 978-0-471-12676-8